# Elara libri
Elara libri è una casa editrice italiana con sede a Bologna, specializzata nella pubblicazione e diffusione di riviste, antologie e romanzi incentrati sulla narrativa fantascientifica.
Elara nasce nel 2007, in seguito alla crisi finanziaria della Perseo, di cui ha acquisito i diritti editoriali, l'intero catalogo e il vecchio staff redazionale.

## Collane

### Storia della Fantascienza
Questa collana di grandi volumi è dedicata alla storia della fantascienza nei vari paesi del mondo, a iniziare dagli Stati Uniti.

### Biblioteca di Nova SF*
Collana di volumi rilegati che ospita le grandi opere della fantascienza internazionale: con romanzi, cicli letterari, antologie personali e classici in rigorosa versione letteraria, vuole offrire un panorama fedele e globale dei fermenti, delle proposte, delle tradizioni e delle idee della fantascienza di ogni tempo e paese.

### Narratori Europei di fantascienza
Volumi antologici, raccolte personali, romanzi di particolare importanza di fantascienza italiana, europea e, in generale, non angloamericana.

### Opere di Clifford D. Simak
La collana riunisce l'intera opera di Clifford D. Simak, considerato da vari critici uno tra i maggiori autori della fantascienza letteraria, attraverso la presentazione critica di tutti i suoi romanzi e la raccolta in vari volumi ordinati cronologicamente dei suoi racconti.

### Nova SF*
Rivista in formato libro che pubblica perlopiù racconti e romanzi brevi di fantascienza anglosassone "classica". Fondata nel luglio del 1967, è la più antica rivista di fantascienza italiana ancora in attività.

### Futuro Europa
La prima e unica pubblicazione periodica dedicata alla fantascienza non angloamericana. Ospita, infatti, opere di autori non anglosassoni, in particolar modo italiani.

### Fantascienza Saggi
Ciascun volume ospita un'opera di saggistica: enciclopedie, biografie, storie, analisi dei momenti più importanti del movimento chiamato "fantascienza" nella letteratura, nel cinema e nell'arte.

### Oltre il Cielo
Collana dedicata alla scienza.